# Rotationsvolym
En rotationsvolym är volymen av en matematisk kropp som skapas då en kurva  {\displaystyle y=f(x)} roterar kring en axel. Rotationsvolymen är alltså volymen av en rotationskropp. 

## Skivformeln

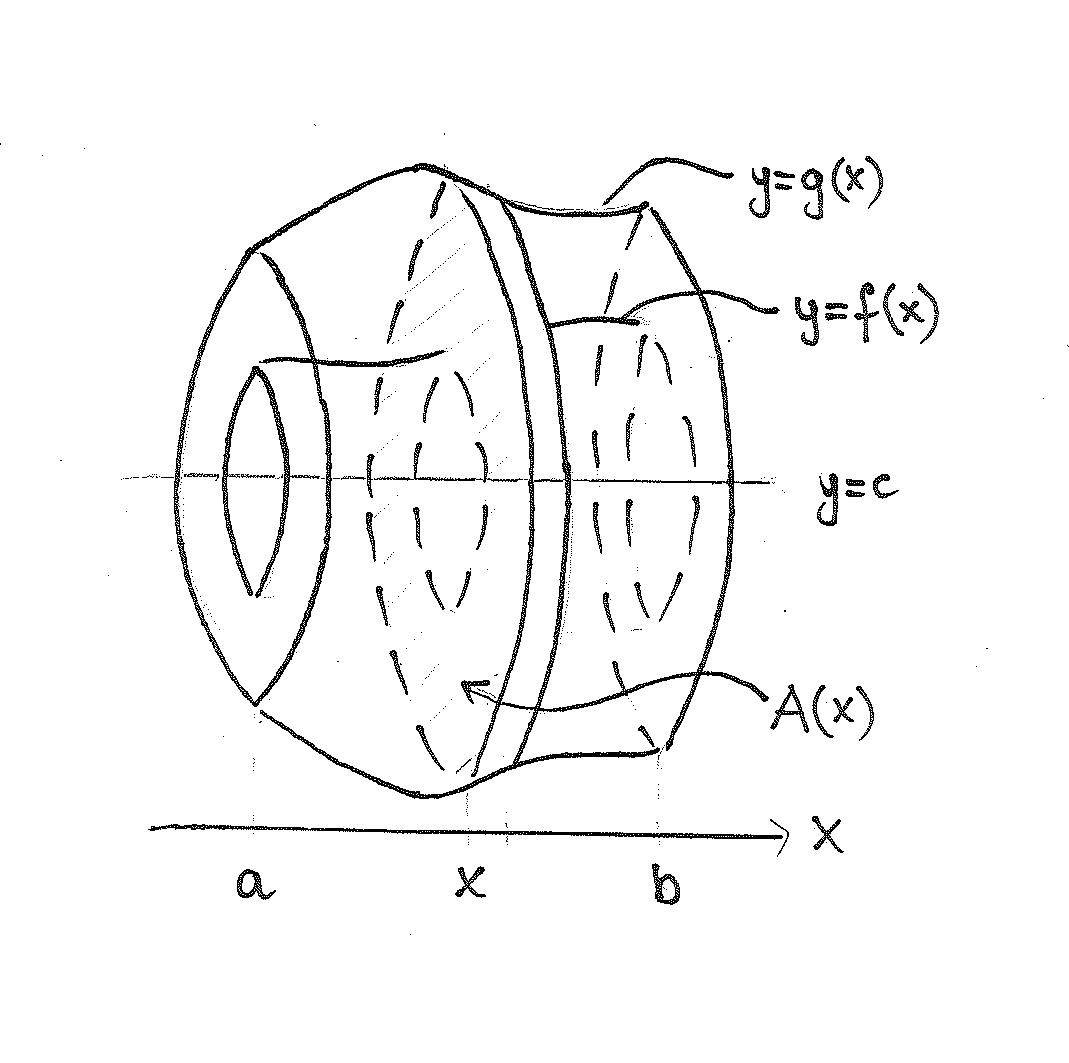
Rotationskropp

Beräkning av rotationsvolym med skivformeln går ut på att rotationskroppen delas upp i tunna skivor. Rotationskroppens volym är då summan av skivornas volym. 
Antag att
{\displaystyle D=\{(x,y):a\leq x\leq b,f(x)\leq y\leq g(x)\}}
är ett område som ligger helt på en sida om linjen {\displaystyle y=c}. 
Den kropp som uppstår då området {\displaystyle D} roterar ett varv runt linjen {\displaystyle y=c} har en cirkulär tvärsnittsyta med ett cirkulärt hål i, ifall {\displaystyle c\neq \left\{{\begin{matrix}f(x)\\g(x)\end{matrix}}\right.}.
Hålet har radien {\displaystyle |f(x)-c|} och den yttre ringen har radien {\displaystyle |g(x)-c|}, så att tvärsnittsarean ges av
{\displaystyle A(x)=\pi (g(x)-c)^{2}-\pi (f(x)-c)^{2}}.
En tunn skiva har volymen 
{\displaystyle dV=(\pi (g(x)-c)^{2}-\pi (f(x)-c)^{2})dx}.
Då ges rotationsvolymen av 
{\displaystyle V=\pi \int _{a}^{b}|(g(x)-c)^{2}-(f(x)-c)^{2}|dx}

Skivformeln är lämplig att använda vid beräkning av rotationsvolym vid rotation kring linjer parallella mot x-axeln.

### Exempel på användning av skivformeln
Vi ska nu använda skivformeln för att beräkna volymen av ett klot med radie R. Exemplet är hämtat ur "Matematisk analys en variabel" av Göran Forsling och Mats Neymark på Linköpings Universitet.
Ett klot med radie R får vi genom att rotera halvcirkelskivan

{\displaystyle D=\{-R\leq x\leq R,0\leq y\leq {\sqrt {R^{2}-x^{2}}}\}}

ett varv kring x-axeln. Vi identifierar:
{\displaystyle a=-R,\quad b=R,\quad f(x)=0,\quad g(x)={\sqrt {R^{2}-x^{2}}},\quad c=0}
Tvärsnittsarean är

{\displaystyle A(x)=\pi ({\sqrt {R^{2}-x^{2}}}-0)^{2}-\pi (0-0)^{2}=\pi ({\sqrt {R^{2}-x^{2}}})^{2}=\pi (R^{2}-x^{2})}
och därmed blir klotets volym
{\displaystyle V=\pi \int _{-R}^{R}(R^{2}-x^{2})dx=\pi \left[R^{2}x-{x^{3} \over 3}\right]_{-R}^{R}={4\pi R^{3} \over 3}}.

## Rörformeln
Beräkning av rotationsvolym med rörformeln går ut på att man tittar på ett litet areaelement i ett område och ser vilken volym det ger upphov till vid rotation. 
Antag att 
{\displaystyle D=\{(x,y):a\leq x\leq b,f(x)\leq y\leq g(x)\}}
är ett område som ligger helt på en sida om linjen {\displaystyle x=c}. 
Roterar området {\displaystyle D} ett varv kring {\displaystyle x=c} 
fås ett cylindrisk rör där det inre skalet har radien {\displaystyle |x-c|} och höjden {\displaystyle |g(x)-f(x)|}. 
Röret har tjockleken dx, så om röret klipps upp och viks ut så fås ungefär ett rätblock med volymen 
{\displaystyle dV=2\pi |x-c|(g(x)-f(x))dx}.
Volymen av kroppen ges då av 
{\displaystyle V=2\pi \int _{a}^{b}|x-c|(g(x)-f(x))dx}.

Rörformeln är lämplig att använda vid beräkning av rotationsvolym vid rotation kring linjer parallella mot y-axeln.

### Exempel på användning av rörformeln
Vi ska nu använda rörformeln för att beräkna volymen av en rotationskropp. Exemplet är hämtat ur "Matematisk analys en variabel" av Göran Forsling och Mats Neymark på Linköpings Universitet.
Området {\displaystyle D=\{(x,y):\ 0\leq x\leq R,\ {h \over R^{2}}x^{2}\leq y\leq h\}} roteras ett varv kring y-axeln. Då uppkommer en paraboloidformad skål med radie {\displaystyle R} och höjd {\displaystyle h}. 
Vi identifierar:
{\displaystyle a=0,\quad b=R,\quad f(x)={h \over R^{2}}x^{2},\quad g(x)=h,\quad c=0}

Det lilla areaelement som roteras kring y-axeln, har volymen
{\displaystyle dV=2\pi x(h-{h \over R^{2}}x^{2})\ dx}

så skålens volym blir
{\displaystyle V=2\pi \int _{0}^{R}x(h-{h \over R^{2}}x^{2})\ dx=2\pi h\left[{x^{2} \over 2}-{x^{4} \over 4R^{2}}\right]_{0}^{R}={4\pi R^{3} \over 3}}.

## Rotationsvolym med Pappos-Guldins regel

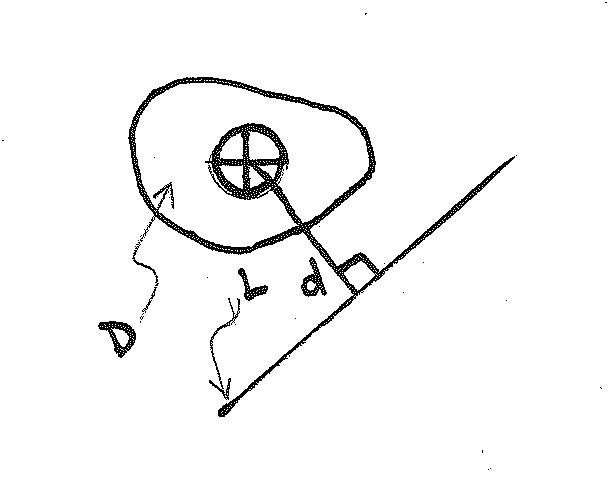
Pappos-Guldin

Med Guldins regel kan man beräkna volymen av en rotationskropp.
Om {\displaystyle D} är ett plant område som ligger helt på en sida om linjen L, då ges volymen av den kropp som uppstår då {\displaystyle D} roteras ett varv kring L av
{\displaystyle V=A(D)2\pi d}
där A(D) är arean av D och d är tyngdpunktens avstånd till rotationsaxeln.
Man kan tänka sig att då området {\displaystyle D} roteras kring linjen L så rör sig tyngdpunkten sträckan {\displaystyle 2\pi d}. Då är det troligt att volymen av rotationskroppen ges av 
{\displaystyle D}:s area gånger tyngdpunktens väg vid rotation.

## Rotationsvolym på polär form
Låt 
{\displaystyle D=\{(x,y)\ :\ \alpha \leq \phi \leq \beta ,\ 0\leq r\leq h(\phi )\}}

vara ett område där 
{\displaystyle 0\leq \alpha <\beta \leq \pi }.

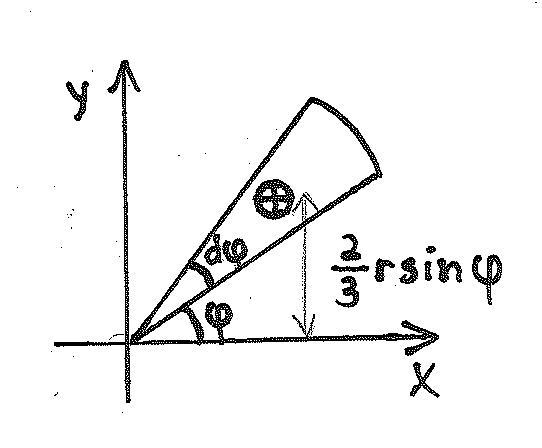
Ett litet vinkelområde som är ungefär som en cirkelsektor. Områdets tyngdpunkt ligger sträckan 2r/3 från spetsen.

Vi tittar på ett litet ytelement som är ungefär som en cirkelsektor.
{\displaystyle dA=\pi h(\phi )^{2}\cdot {d\phi  \over 2\pi }={1 \over 2}r^{2}d\phi }
där 
{\displaystyle r=h(\phi )}.

Tyngdpunkten för ytelementet ligger 2r/3 från spetsen. 
Vi låter området {\displaystyle D} rotera ett varv kring x-axeln. Då kommer tyngdpunkten att röra sig sträckan {\displaystyle 2\pi \cdot {2r \over 3}\sin \phi }.
Med Pappos-Guldins regel blir då det lilla volymelementet 
{\displaystyle dV={1 \over 2}r^{2}\cdot 2\pi \cdot {2r \over 3}\sin \phi \ d\phi ={2\pi  \over 3}h(\phi )^{3}\sin \phi \ d\phi }

och därmed blir hela rotationsvolymen
{\displaystyle V={2\pi  \over 3}\int _{\alpha }^{\beta }h(\phi )^{3}\sin \phi \ d\phi }.